# Матч всех звёзд НХЛ 1971

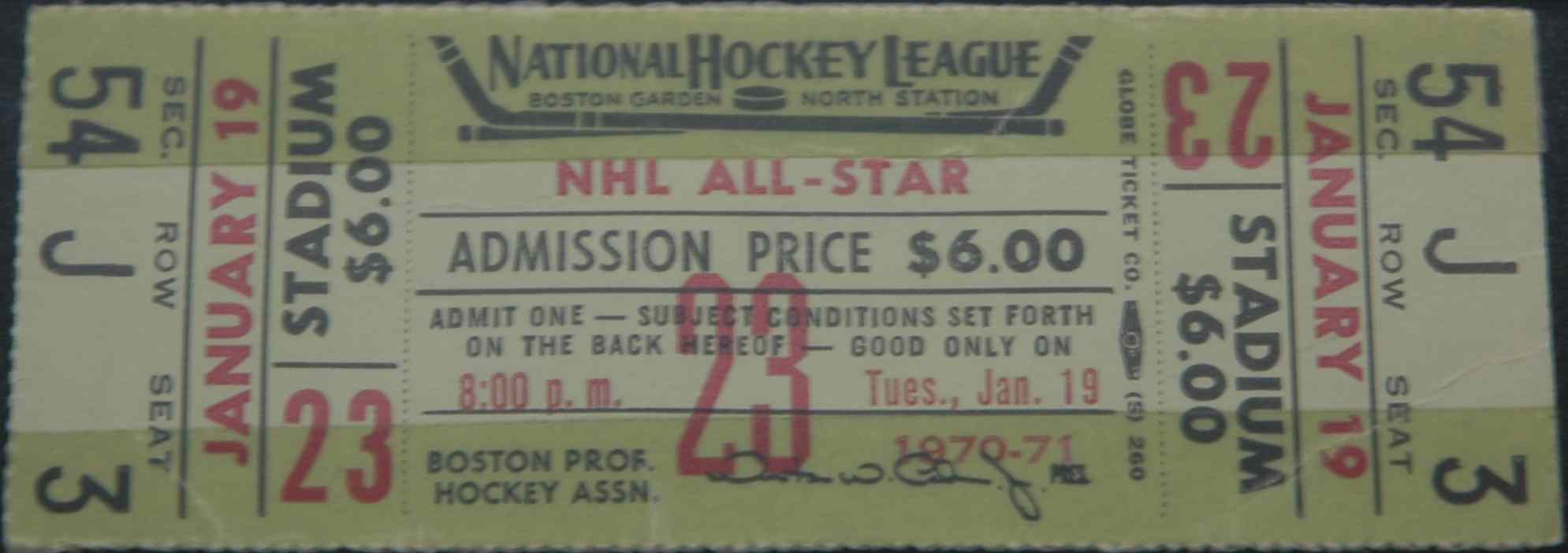
Билет на матч

24-й матч матч всех звёзд НХЛ прошел 19 января 1971 года в Бостоне.
Переход «Чикаго» в западный дивизион сразу сказался на итоге матча «звёзд». Хоккеисты «Блэк Хокс» Чико Маки и Бобби Халл забросили по одной шайбе, принеся победу Западу. 14 790 зрителей заплатили в сумме рекордную цифру в $79.000 долларов.